# Par l'amour
Par l'amour è un film muto del 1913 diretto da Léonce Perret. Il film, interpretato da René Cresté e Jean Aymé, fu prodotto dalla Société des Etablissements L. Gaumont.
Tra gli interpreti, Rose Dione qui al suo terzo film. L'attrice, alla fine della guerra, continuerà la sua carriera negli Stati Uniti.

## Produzione
Il film fu prodotto dalla Société des Etablissements L. Gaumont.

## Distribuzione
Il film uscì nelle sale francesi nel 1913 distribuito dalla Société des Etablissements L. Gaumont. La costola USA della casa madre francese, la Gaumont Company, lo distribuì negli Stati Uniti il 24 gennaio 1914 (The Duke's Talisman).